# Sumberarum (Wates)
Sumberarum is een bestuurslaag in het regentschap Blitar van de provincie Oost-Java, Indonesië. Sumberarum telt 1300 inwoners (volkstelling 2010).